# Activitat de les seleccions esportives catalanes - 2003
De l'activitat de les seleccions esportives catalanes de l'any 2003 destaca el subcampionat d'Europa aconseguit per la selecció catalana de pitch and putt i la novena posició de la selecció catalana de corfbol al Campionat del Món.
El 2003 es va produir el debut de la selecció catalana d'hoquei sobre gel en partit amistós contra Bèlgica i el de la selecció catalana de tennis, davant el Marroc.
També és destacable la victòria de la selecció catalana d'handbol davant Islàndia.
Resultats de les seleccions esportives catalanes durant l'any 2003:
| Febrer 2003 |                |         |                          |           |               |      |         |             |
| 22-23       | Pitch and Putt | Amistós | L'Hospitalet de l'Infant | Catalunya | Països Baixos | 14-1 | Masculí | [ 7 ] [ 8 ] |

| Abril 2003 |              |         |               |               |           |       |         |       |
| 16         | Corfbol      | Amistós | Països Baixos | Països Baixos | Catalunya | 21-15 | Mixt    |       |
| 19         | Corfbol      | Amistós | Països Baixos | Gran Bretanya | Catalunya | 13-13 | Mixt    |       |
| 19         | Hoquei gel   | Amistós | Puigcerdà     | Catalunya     | Bèlgica   | 2-0   | Masculí | [ 3 ] |
| 29         | Tennis taula | Amistós | Figueres      | Catalunya     | Portugal  | 3-0   | Femení  |       |
| 29         | Tennis taula | Amistós | Figueres      | Catalunya     | Portugal  | 1-3   | Masculí |       |

| Maig 2003 |              |                 |           |        |           |         |         |       |
|           | Halterofília | Torneig amistós | Barcelona | Grècia | Catalunya | 337-247 | Masculí | [ 9 ] |

| Juny 2003 |         |         |        |           |          |       |         |             |
| 4         | Handbol | Amistós | Girona | Catalunya | Islàndia | 30-26 | Masculí | [ 5 ] [ 6 ] |

| Juliol 2003 |           |                    |           |  |                                 |              |         |        |
| 11          | Atletisme | Triangular amistós | Barcelona |  | Itàlia · Catalunya · Regne Unit | 85 77 74     | Masculí | [ 10 ] |
| 11          | Atletisme | Triangular amistós | Barcelona |  | Itàlia · Regne Unit · Catalunya | 79,5 59,5 54 | Femení  | [ 10 ] |

| Setembre 2003 |                |                    |                  |           |               |         |         |                      |
| 12            | Pitch and putt | Campionat d'Europa | Dublín (Irlanda) | Catalunya | San Marino    | 8,5-0,5 | Masculí | [ 1 ]                |
| 13            | Pitch and putt | Campionat d'Europa | Dublín (Irlanda) | Catalunya | Països Baixos | 7-2     | Masculí | [ 1 ]                |
| 14            | Pitch and putt | Campionat d'Europa | Dublín (Irlanda) | Irlanda   | Catalunya     | 5,5-3,5 | Masculí | [ 1 ]                |
| 20            | Hoquei patins  | Amistós            | Calafell         | Catalunya | Itàlia        | 1-0     | Masculí | [ 11 ] [ 12 ] [ 13 ] |

| Octubre 2003 |         |                   |                      |           |            |       |      |  |
| 27           | Corfbol | Campionat del Món | Rotterdam (P.Baixos) | Catalunya | Sud-àfrica | 15-14 | Mixt |  |
| 29           | Corfbol | Campionat del Món | Rotterdam (P.Baixos) | Catalunya | Portugal   | 13-20 | Mixt |  |

| Novembre 2003 |              |                   |                      |           |          |         |         |        |
| 1             | Halterofília | Amistós           | Girona               | Catalunya | Bulgària | 392-393 | Masculí | [ 14 ] |
| 1             | Corfbol      | Campionat del Món | Rotterdam (P.Baixos) | Catalunya | Polònia  | 14-10   | Mixt    |        |
| 3             | Corfbol      | Campionat del Món | Rotterdam (P.Baixos) | Catalunya | Armènia  | 17-9    | Mixt    |        |
| 5             | Corfbol      | Campionat del Món | Rotterdam (P.Baixos) | Catalunya | Índia    | 17-10   | Mixt    |        |
| 7             | Corfbol      | Campionat del Món | Rotterdam (P.Baixos) | Catalunya | Hongria  | 26-25   | Mixt    |        |

| Desembre 2003 |                 |                 |                     |           |             |         |         |               |
| 15            | Escacs          | Amistós         | Caldes de Malavella | Catalunya | País Basc   | 1,5-1,5 | Femení  |               |
| 15            | Escacs          | Torneig amistós | Caldes de Malavella | Catalunya | Escòcia     | 3-1     | Masculí |               |
| 16            | Escacs          | Torneig amistós | Caldes de Malavella | Catalunya | País Basc   | 2-2     | Masculí |               |
| 17            | Escacs          | Torneig amistós | Caldes de Malavella | Catalunya | Argentina   | 1-3     | Masculí |               |
| 17            | Escacs          | Amistós         | Caldes de Malavella | Catalunya | País Basc   | 2-1     | Femení  |               |
| 20            | Hoquei en línia | Torneig amistós | Bilbao (País Basc)  | França    | Catalunya   | 10-3    | Masculí |               |
| 20            | Hoquei en línia | Torneig amistós | Bilbao (País Basc)  | País Basc | Catalunya   | 2-7     | Masculí |               |
| 21            | Hoquei en línia | Torneig amistós | Bilbao (País Basc)  | Mèxic     | Catalunya   | 4-7     | Masculí |               |
| 23            | Voleibol        | Amistós         | Barcelona           | Catalunya | Sel. Moscou | 1-3     | Femení  |               |
| 27            | Tennis          | Amistós         | Girona              | Catalunya | Marroc      | 3-0     | Masculí | [ 4 ] [ 17 ]  |
| 28            | Hoquei patins   | Amistós         | Barcelona           | Catalunya | Portugal    | 0-1     | Femení  | [ 18 ] [ 19 ] |
| 28            | Hoquei patins   | Amistós         | Barcelona           | Catalunya | Argentina   | 2-3     | Masculí | [ 18 ] [ 20 ] |
| 28            | Futbol          | Amistós         | Barcelona           | Catalunya | Equador     | 4-2     | Masculí | [ 21 ] [ 22 ] |

- En negreta els esports on les seleccions catalanes estan reconegudes oficialment.
- En negreta els campionats del món i continentals oficials.
- En negreta cursiva altres competicions oficials.